# Zaljevsko područje San Francisca
Zaljevsko područje San Francisca ili jednostavno Zaljevsko područje (engleski. San Francisco Bay Area ili The Bay Area) je zemljopisno raznolika metropola koja zaokružuje Zaljev San Francisca u sjevernoj Kaliforniji. Uključuje gradove San Francisca, Oaklanda, i San Josea. Također stanovništva okolo sjevernijeg zaljeva San Pablo spada u Zaljevsko područje San Francisca kao North Bay, tj. Sjeverni zaljev. Na ovom području živi preko sedam milijuna ljudi, i sadrži veće gradove, gradiće, vojne baze, značne luke, i razne gradske, prirodne, i nacionalne parkove preko devet okruga spojeni ogromnim mrežama magistralnih cesta, autocesta, mostova, i željeznica.
Ti devet okruzi, po abecednom redu, su:
- Alameda
- Contra Costa
- San Mateo
- Santa Clara
- Marin
- Sonoma
- Napa
- Solano
- San Francisco

Dok je danas San Jose najveći grad u području (prerastao je San Francisca popisom 1990. godine), za većinu svoje povijesti San Francisco je bio najveći grad, i idalje ostaje središte i čvorište kulture regije. Zaljevsko područje ima najvišu neto plaću i plaću po glavi od bilo koje metropole u SAD-u i jedno je od najliberalnijih mjesti u zemlji. Također je jedno od najskupljih mjesta za živjeti u Americi. Ovo područje ima vrlo blagu mediteransku klimu, uz zimske temperature od 10-20°C i ljetne od 15-25°C